# Khwein Elshaer
Khwein Elshaer (tiếng Ả Rập: خوين الشعر) là một ngôi làng Syria nằm ở Sinjar Nahiyah ở huyện Maarrat al-Nu'man, Idlib. Theo Cục Thống kê Trung ương Syria (CBS), Khwein Elshaer có dân số 66 trong cuộc điều tra dân số năm 2004.